# 陈明健
陈明健（？—），女，中华人民共和国外交官，现任中华人民共和国驻坦桑尼亚联合共和国特命全权大使。

## 生平
1991年，进入中华人民共和国外交部工作，先后在国际问题研究所、驻加拿大大使馆、驻以色列大使馆、外交部政策研究室、外交部政策研究司任职。2005年，任驻埃及大使馆参赞。2009年，任外交部非洲司参赞。2010年，任外交部新闻司参赞。2013年，任中共中央对外联络部研究室副主任。2015年，任外交部涉外安全事务司副司长。2019年，任驻加拿大大使馆公使衔参赞，后升任公使。2021年10月，出任中华人民共和国驻坦桑尼亚大使。